# Radeon 8000
A R200 é a segunda geração de GPUs usadas em placas gráficas Radeon e desenvolvida pela ATI Technologies. Esta GPU apresenta aceleração 3D baseada no Microsoft Direct3D 8.1 e OpenGL 1.3, uma grande melhoria em recursos e desempenho em comparação com o design Radeon R100 anterior. A GPU também inclui aceleração de GUI 2D, aceleração de vídeo e várias saídas de exibição. "R200" refere-se ao codinome de desenvolvimento da GPU da geração lançada inicialmente. É a base para uma variedade de outros produtos sucessivos.

## Tabela de recursos Radeon
A tabela a seguir mostra os recursos das GPUs da AMD / ATI (consulte também: Lista de unidades de processamento gráfico da AMD).
| Lançamento                   | 1986                        | 1991                       | Abril 1996                 | Março 1997                 | Agosto 1998                | Abril 2000                 | Agosto 2001                              | Setembro 2002                            | Maio 2004                                | Outubro 2005                             | Maio 2007                        | Novembro 2007                    | Junho 2008                       | Setembro 2009                                           | Outubro 2010                                                             | Janeiro 2012                                            | Setembro 2013 | Junho 2015 | Junho 2016, Abril 2017, Agosto 2019                                                                                  | Junho 2017, Fevereiro 2019                                                                                           | Julho 2019                                                                                          | Novembro 2020                                                                                       | Dezembro 2022                      |       |       |       |
| Nome de marketing            | Wonder                      | Mach                       | 3D Rage                    | Rage Pro                   | Rage 128                   | Radeon 7000                | Radeon 8000                              | Radeon 9000                              | Radeon X700/X800                         | Radeon X1000                             | Radeon HD 2000                   | Radeon HD 3000                   | Radeon HD 4000                   | Radeon HD 5000                                          | Radeon HD 6000                                                           | Radeon HD 7000                                          | Radeon 200 | Radeon 300 | Radeon 400/500/600                                                                                                   | Radeon RX Vega, Radeon VII                                                                                           | Radeon RX 5000                                                                                      | Radeon RX 6000                                                                                      | Radeon RX 7000                     |       |       |       |
| Suporte AMD                  | Terminou                    | Terminou                   | Terminou                   | Terminou                   | Terminou                   | Terminou                   | Terminou                                 | Terminou                                 | Terminou                                 | Terminou                                 | Terminou                         | Terminou                         | Terminou                         | Terminou                                                | Terminou                                                                 | Terminou                                                | Terminou | Terminou | Atual | Atual | Atual                                                                                               | Atual                                                                                               | Atual                              | Atual | Atual | Atual |
| Tipo                         | 2D                          | 2D                         | 3D                         | 3D                         | 3D                         | 3D                         | 3D                                       | 3D                                       | 3D                                       | 3D                                       | 3D                               | 3D                               | 3D                               | 3D                                                      | 3D                                                                       | 3D                                                      | 3D | 3D | 3D | 3D | 3D                                                                                                  | 3D                                                                                                  | 3D                                 |       |       |       |
| Conjunto de instruções       | Não conhecido publicamente  | Não conhecido publicamente | Não conhecido publicamente | Não conhecido publicamente | Não conhecido publicamente | Não conhecido publicamente | Não conhecido publicamente               | Não conhecido publicamente               | Não conhecido publicamente               | Não conhecido publicamente               | Conjunto de instruções TeraScale | Conjunto de instruções TeraScale | Conjunto de instruções TeraScale | Conjunto de instruções TeraScale                        | Conjunto de instruções TeraScale                                         | Conjunto de instruções GCN                              | Conjunto de instruções GCN                                                                                           | Conjunto de instruções GCN                                                                                           | Conjunto de instruções GCN                                                                                           | Conjunto de instruções GCN                                                                                           | Conjunto de instruções RDNA                                                                         | Conjunto de instruções RDNA                                                                         | Conjunto de instruções RDNA        |       |       |       |
| Microarquitetura             | Não conhecido publicamente  | Não conhecido publicamente | Não conhecido publicamente | Não conhecido publicamente | Não conhecido publicamente | Não conhecido publicamente | Não conhecido publicamente               | Não conhecido publicamente               | Não conhecido publicamente               | Não conhecido publicamente               | TeraScale 1 (VLIW)               | TeraScale 1 (VLIW)               | TeraScale 1 (VLIW)               | TeraScale 2 (VLIW5)                                     | \| TeraScale 2 (VLIW5) até 68xx \| TeraScale 3 (VLIW4) em 69xx [3][4] \| | GCN 1st gen                                             | GCN 2nd gen | GCN 3rd gen | GCN 4th gen | GCN 5th gen | RDNA                                                                                                | RDNA 2                                                                                              | RDNA 3                             |       |       |       |
| Tipo                         | Pipieline fixo              | Pipieline fixo             | Pipieline fixo             | Pipieline fixo             | Pipieline fixo             | Pipieline fixo             | Pipelies de pixel e vértice programáveis | Pipelies de pixel e vértice programáveis | Pipelies de pixel e vértice programáveis | Pipelies de pixel e vértice programáveis | Modelo de shader unificado       | Modelo de shader unificado       | Modelo de shader unificado       | Modelo de shader unificado                              | Modelo de shader unificado                                               | Modelo de shader unificado                              | Modelo de shader unificado                                                                                           | Modelo de shader unificado                                                                                           | Modelo de shader unificado                                                                                           | Modelo de shader unificado                                                                                           | Modelo de shader unificado                                                                          | Modelo de shader unificado                                                                          | Modelo de shader unificado         |       |       |       |
| Direct3D                     | —                           | —                          | 5.0                        | 6.0                        | 6.0                        | 7.0                        | 8.1                                      | 9.0 11 (9_2)                             | 9.0b 11 (9_2)                            | 9.0c 11 (9_3)                            | 10.0 11 (10_0)                   | 10.1 11 (10_1)                   | 10.1 11 (10_1)                   | 11 (11_0)                                               | 11 (11_0)                                                                | 11 (11_1) 12 (11_1)                                     | 11 (12_0) 12 (12_0)                                                                                                  | 11 (12_0) 12 (12_0)                                                                                                  | 11 (12_0) 12 (12_0)                                                                                                  | 11 (12_1) 12 (12_1)                                                                                                  | 11 (12_1) 12 (12_1)                                                                                 | 11 (12_1) 12 (12_2)                                                                                 | 11 (12_1) 12 (12_2)                |       |       |       |
| Modelo de shader             | —                           | —                          | —                          | —                          | —                          | —                          | 1.4                                      | 2.0+                                     | 2.0b                                     | 3.0                                      | 4.0                              | 4.1                              | 4.1                              | 5.0                                                     | 5.0                                                                      | 5.1                                                     | 5.1 6.5 | 5.1 6.5 | 5.1 6.5 | 6.7 | 6.7                                                                                                 | 6.7                                                                                                 | 6.7                                |       |       |       |
| OpenGL                       | —                           | —                          | —                          | 1.1                        | 1.2                        | 1.3                        | 1.3                                      | 2.1                                      | 2.1                                      | 2.1                                      | 3.3                              | 3.3                              | 3.3                              | 4.5 (no Linux: 4.5 (Mesa 3D 21.0))                      | 4.5 (no Linux: 4.5 (Mesa 3D 21.0))                                       | 4.6 (no Linux: 4.6 (Mesa 3D 20.0))                      | 4.6 (no Linux: 4.6 (Mesa 3D 20.0))                                                                                   | 4.6 (no Linux: 4.6 (Mesa 3D 20.0))                                                                                   | 4.6 (no Linux: 4.6 (Mesa 3D 20.0))                                                                                   | 4.6 (no Linux: 4.6 (Mesa 3D 20.0))                                                                                   | 4.6 (no Linux: 4.6 (Mesa 3D 20.0))                                                                  | 4.6 (no Linux: 4.6 (Mesa 3D 20.0))                                                                  | 4.6 (no Linux: 4.6 (Mesa 3D 20.0)) |       |       |       |
| Vulkan                       | —                           | —                          | —                          | —                          | —                          | —                          | —                                        | —                                        | —                                        | —                                        | —                                | —                                | —                                | —                                                       | —                                                                        | 1.0 (Win 7+ ou Mesa 17+)                                | 1.2 (Adrenalin 20.1.2, Linux Mesa 3D 20.0) 1.3 (GCN 4 e superior (com Adrenalin 22.1.2, Mesa 22.0))                  | 1.2 (Adrenalin 20.1.2, Linux Mesa 3D 20.0) 1.3 (GCN 4 e superior (com Adrenalin 22.1.2, Mesa 22.0))                  | 1.2 (Adrenalin 20.1.2, Linux Mesa 3D 20.0) 1.3 (GCN 4 e superior (com Adrenalin 22.1.2, Mesa 22.0))                  | 1.2 (Adrenalin 20.1.2, Linux Mesa 3D 20.0) 1.3 (GCN 4 e superior (com Adrenalin 22.1.2, Mesa 22.0))                  | 1.2 (Adrenalin 20.1.2, Linux Mesa 3D 20.0) 1.3 (GCN 4 e superior (com Adrenalin 22.1.2, Mesa 22.0)) | 1.2 (Adrenalin 20.1.2, Linux Mesa 3D 20.0) 1.3 (GCN 4 e superior (com Adrenalin 22.1.2, Mesa 22.0)) | 1.3                                |       |       |       |
| OpenCL                       | —                           | —                          | —                          | —                          | —                          | —                          | —                                        | —                                        | —                                        | —                                        | Close to Metal                   | Close to Metal                   | 1.1 (sem suporte Mesa 3D)        | 1.2 (no Linux: 1.1 (sem suporte de imagem) com Mesa 3D) | 1.2 (no Linux: 1.1 (sem suporte de imagem) com Mesa 3D)                  | 1.2 (no Linux: 1.1 (sem suporte de imagem) com Mesa 3D) | 2.0 (Adrenalin driver no Win7+) (no Linux: 1.1 (sem suporte de imagem) com Mesa 3D, 2.0 com drivers AMD ou AMD ROCm) | 2.0 (Adrenalin driver no Win7+) (no Linux: 1.1 (sem suporte de imagem) com Mesa 3D, 2.0 com drivers AMD ou AMD ROCm) | 2.0 (Adrenalin driver no Win7+) (no Linux: 1.1 (sem suporte de imagem) com Mesa 3D, 2.0 com drivers AMD ou AMD ROCm) | 2.0 (Adrenalin driver no Win7+) (no Linux: 1.1 (sem suporte de imagem) com Mesa 3D, 2.0 com drivers AMD ou AMD ROCm) | 2.0                                                                                                 | 2.1                                                                                                 | ?                                  |       |       |       |
| HSA / ROCm                   | —                           | —                          | —                          | —                          | —                          | —                          | —                                        | —                                        | —                                        | —                                        | —                                | —                                | —                                | —                                                       | —                                                                        | Yes                                                     | Yes | Yes | Yes | Yes | ?                                                                                                   | ?                                                                                                   | ?                                  |       |       |       |
| Decodificação de vídeo ASIC  | —                           | —                          | —                          | —                          | —                          | —                          | —                                        | —                                        | —                                        | —                                        | Avivo/UVD                        | UVD+                             | UVD 2                            | UVD 2.2                                                 | UVD 3                                                                    | UVD 4                                                   | UVD 4.2 | UVD 5.0 ou 6.0 | UVD 6.3 | UVD 7 | VCN 2.0                                                                                             | VCN 3.0                                                                                             | ?                                  |       |       |       |
| Codificação de vídeo ASIC    | —                           | —                          | —                          | —                          | —                          | —                          | —                                        | —                                        | —                                        | —                                        | —                                | —                                | —                                | —                                                       | —                                                                        | VCE 1.0                                                 | VCE 2.0 | VCE 3.0 or 3.1 | VCE 3.4 | VCE 4.0 | VCN 2.0                                                                                             | VCN 3.0                                                                                             | ?                                  |       |       |       |
| Fluid Motion ASIC            | Não                         | Não                        | Não                        | Não                        | Não                        | Não                        | Não                                      | Não                                      | Não                                      | Não                                      | Não                              | Não                              | Não                              | Não                                                     | Não                                                                      | Não                                                     | Yes | Yes | Yes | Yes | Não                                                                                                 | Não                                                                                                 | ?                                  |       |       |       |
| Economia de energia          | ?                           | ?                          | ?                          | ?                          | ?                          | ?                          | ?                                        | ?                                        | ?                                        | ?                                        | PowerPlay                        | PowerPlay                        | PowerPlay                        | PowerPlay                                               | PowerTune                                                                | PowerTune & ZeroCore Power                              | PowerTune & ZeroCore Power                                                                                           | PowerTune & ZeroCore Power                                                                                           | PowerTune & ZeroCore Power                                                                                           | PowerTune & ZeroCore Power                                                                                           | ?                                                                                                   | ?                                                                                                   | ?                                  |       |       |       |
| TrueAudio                    | —                           | —                          | —                          | —                          | —                          | —                          | —                                        | —                                        | —                                        | —                                        | —                                | —                                | —                                | —                                                       | —                                                                        | —                                                       | Através de DSP dedicado                                                                                              | Através de DSP dedicado                                                                                              | Através de shaders                                                                                                   | Através de shaders                                                                                                   | Através de shaders                                                                                  | ?                                                                                                   | ?                                  |       |       |       |
| FreeSync                     | —                           | —                          | —                          | —                          | —                          | —                          | —                                        | —                                        | —                                        | —                                        | —                                | —                                | —                                | —                                                       | —                                                                        | —                                                       | 1 2 | 1 2 | 1 2 | 1 2 | 1 2                                                                                                 | 1 2                                                                                                 | ?                                  |       |       |       |
| HDCP                         | ?                           | ?                          | ?                          | ?                          | ?                          | ?                          | ?                                        | ?                                        | ?                                        | ?                                        | ?                                | ?                                | ?                                | ?                                                       | ?                                                                        | ?                                                       | 1.4 | 1.4 | 2.2 | 2.2 | 2.3                                                                                                 | 2.3                                                                                                 | 2.3                                |       |       |       |
| PlayReady                    | —                           | —                          | —                          | —                          | —                          | —                          | —                                        | —                                        | —                                        | —                                        | —                                | —                                | —                                | —                                                       | —                                                                        | —                                                       | — | — | 3.0 | Não | 3.0                                                                                                 | ?                                                                                                   | ?                                  |       |       |       |
| Exibições suportadas         |                             |                            |                            |                            |                            | 1–2                        | 2                                        | 2                                        | 2                                        | 2                                        | 2                                | 2                                | 2                                | 2–6                                                     | 2–6                                                                      | 2–6                                                     | 2–6 | 2–6 | 2–6 | 2–6 | ?                                                                                                   | ?                                                                                                   | ?                                  |       |       |       |
| Máx. resolução               | ?                           | ?                          | ?                          | ?                          | ?                          | ?                          | ?                                        | ?                                        | ?                                        | ?                                        | ?                                | ?                                | ?                                | 2–6 × 2560×1600                                         | 2–6 × 2560×1600                                                          | 2–6 × 4096×2160 @ 30 Hz                                 | 2–6 × 4096×2160 @ 30 Hz                                                                                              | 2–6 × 4096×2160 @ 30 Hz                                                                                              | 2–6 × 5120×2880 @ 60 Hz                                                                                              | 3 × 7680×4320 @ 60 Hz                                                                                                | 7680×4320 @ 60 Hz PowerColor                                                                        | 7680×4320 @ 60 Hz PowerColor                                                                        | ?                                  |       |       |       |
| /drm/radeon                  |                             |                            |                            |                            |                            | Yes                        | Yes                                      | Yes                                      | Yes                                      | Yes                                      | Yes                              | Yes                              | Yes                              | Yes                                                     | Yes                                                                      | Yes                                                     | Yes | — | — | — | —                                                                                                   | —                                                                                                   | ?                                  |       |       |       |
| /drm/amdgpu                  | —                           | —                          | —                          | —                          | —                          | —                          | —                                        | —                                        | —                                        | —                                        | —                                | —                                | —                                | —                                                       | —                                                                        | Experimental                                            | Experimental | Yes | Yes | Yes | Yes                                                                                                 | Yes                                                                                                 | ?                                  |       |       |       |
| TeraScale 2 (VLIW5) até 68xx | TeraScale 3 (VLIW4) em 69xx |                            |                            |                            |                            |                            |                                          |                                          |                                          |                                          |                                  |                                  |                                  |                                                         |                                                                          |                                                         | | | | | | |                                    |       |       |       |

1. ↑   A série Radeon 100 possui sombreadores de pixel programáveis, mas não é totalmente compatível com DirectX 8 ou Pixel Shader 1.0. Veja o artigo sobre Pixel shaders do R100.
2. ↑  Os cartões baseados em R300, R400 e R500 não são totalmente compatíveis com OpenGL 2+, pois o hardware não oferece suporte a todos os tipos de texturas não-potência de dois (NPOT).
3. ↑  A conformidade com OpenGL 4+ requer suporte a shaders FP64 e estes são emulados em alguns chips TeraScale usando hardware de 32 bits.
4. 1 2 3  O UVD e o VCE foram substituídos pelo Video Core Next (VCN) ASIC na APU Raven Ridge do Vega.
5. ↑  Processamento de vídeo ASIC para técnica de interpolação de taxa de quadros de vídeo. No Windows funciona como um filtro DirectShow no seu player. No Linux, não há suporte por parte dos drivers e/ou da comunidade.
6. 1 2  Para reproduzir conteúdo de vídeo protegido, também é necessário suporte a cartão, sistema operacional, driver e aplicativo. Um monitor HDCP compatível também é necessário para isso. O HDCP é obrigatório para a saída de certos formatos de áudio, colocando restrições adicionais na configuração de multimídia.
7. ↑  Mais monitores podem ser suportados com conexões DisplayPort nativas ou dividindo a resolução máxima entre vários monitores com conversores ativos.
8. 1 2  DRM (Direct Rendering Manager) é um componente do kernel do Linux. AMDgpu é o módulo do kernel do Linux. O suporte nesta tabela refere-se à versão mais atual.

## Radeon R200 (8xxx, 9xxx)
- Todos os modelos são fabricados com um processo de fabricação de 150 nm
- Todos os modelos incluem DirectX 8.1 e OpenGL 1.4

| Modelo        | Lançamento            | Nome de código | Interface de Barramento | Memória (MiB) | Clock do núcleo (MHz) | Clock da memória (MHz) | Config core1 | Taxa da preenchimento | Taxa da preenchimento | Taxa da preenchimento | Taxa da preenchimento | Memória                 | Memória            | Memória                     |
| Modelo        | Lançamento            | Nome de código | Interface de Barramento | Memória (MiB) | Clock do núcleo (MHz) | Clock da memória (MHz) | Config core1 | MOperations/s         | MPixels/s             | MTexels/s             | MVertices/s           | Largura de banda (GB/s) | Tipo de barramento | Largura do barramento (bit) |
| ------------- | --------------------- | -------------- | ----------------------- | ------------- | --------------------- | ---------------------- | ------------ | --------------------- | --------------------- | --------------------- | --------------------- | ----------------------- | ------------------ | --------------------------- |
| Radeon 8500LE | 30 de outubro de 2001 | R200           | AGP 4x                  | 64, 128       | 250                   | 250                    | 4:2:8:4      | 1000                  | 1000                  | 2000                  | 125                   | 8                       | DDR                | 128                         |
| Radeon 8500   | 14 de agosto de 2001  | R200           | AGP 4x                  | 64, 128       | 275                   | 275                    | 4:2:8:4      | 1100                  | 1100                  | 2200                  | 137.5                 | 8.8                     | DDR                | 128                         |
| Radeon 8500XT | inédito               | R250           | AGP 4x                  | 128           | 300                   | 300                    | 4:2:8:4      | 1200                  | 1200                  | 2400                  | 150                   | 9.6                     | DDR                | 128                         |

- 1 Pixel shaders : Vertex shaders : Unidades de mapeamento de textura : Unidades de saída de renderização

## Arquitetura
O hardware 3D do R200 consiste em 4 pipelines de pixel, cada um com 2 unidades de amostragem de textura. Ele tem 2 shaders de vértice e uma unidade Direct3D 7 TCL herdada, comercializada como Charisma Engine II. É a primeira GPU da ATI com processadores programáveis de pixel e vértice, chamada Pixel Tapestry II e compatível com Direct3D 8.1. O R200 possui hardware avançado para economia de largura de banda de memória e redução de overdraw chamado HyperZ II, que consiste em seleção de oclusão (Z hierárquico), limpeza rápida de buffer z e compactação de buffer z. A GPU é capaz de saída de exibição dupla (HydraVision) e está equipada com um mecanismo de decodificação de vídeo (Video Immersion II) com desentrelaçamento de hardware adaptativo, filtragem temporal, compensação de movimento e iDCT.
R200 introduziu pixel shader versão 1.4 (PS1.4), um aprimoramento significativo das especificações PS1.x anteriores. Instruções notáveis incluem "phase", "texcrd" e "texld". A instrução de fase permite que um programa de shader opere em duas "fases" separadas (2 passagens pelo hardware), dobrando efetivamente o número máximo de endereçamento de textura e instruções aritméticas e potencialmente permitindo que o número de passagens necessárias para um efeito seja reduzido. Isso permite não apenas efeitos mais complicados, mas também pode fornecer um aumento de velocidade ao utilizar o hardware de forma mais eficiente. A instrução "texcrd" move os valores de coordenadas de textura de uma textura para o registrador de destino, enquanto a instrução "texld" carregará a textura nas coordenadas especificadas no registrador de origem para o registrador de destino.
Em comparação com a arquitetura de pipeline de 2x3 pixels do R100, o design 4x2 do R200 é mais robusto, apesar de perder uma unidade de textura por pipeline. Cada pipeline agora pode endereçar um total de 6 camadas de textura por passagem. O chip consegue isso usando um método conhecido como 'loop-back'. Aumentar o número de texturas acessadas por passagem reduz o número de vezes que o cartão é forçado a renderizar várias passagens.
Os recursos de filtragem de textura do R200 também foram aprimorados em relação ao seu antecessor. Para filtragem anisotrópica, o Radeon 8500 usa uma técnica semelhante à usada no R100, mas aprimorada com filtragem trilinear e alguns outros refinamentos. No entanto, ainda é altamente dependente do ângulo e o motorista às vezes força a filtragem bilinear para velocidade. A série GeForce 4 Ti da NVIDIA ofereceu uma implementação anisotrópica mais precisa, mas com maior impacto no desempenho.
O R200 possui a primeira implementação da ATI de um mecanismo de tesselação acelerado por hardware (também conhecido como superfícies de ordem superior), chamado Truform, que pode aumentar automaticamente a complexidade geométrica de modelos 3D. A tecnologia requer suporte do desenvolvedor e não é prática para todos os cenários. Pode indesejavelmente arredondar os modelos. Como resultado de uma adoção muito limitada, a ATI retirou o suporte TruForm de seu futuro hardware.
|                                   | DirectX 8.0 Pixel Shader 1.1                                      | DirectX 8.1 Pixel Shader 1.4                                                               |  |
| --------------------------------- | ----------------------------------------------------------------- | ------------------------------------------------------------------------------------------ |  |
| máx. Entradas de textura          | 4                                                                 | 6                                                                                          |  |
| máx. Duração do programa          | 12 instruções (até 4 amostras de textura, 8 combinações de cores) | 22 instruções (até 6 amostras de textura, 8 endereçamento de textura, 8 misturas de cores) |  |
| Conjunto de instruções            | 13 operações de endereço, 8 operações de cores                    | 12 operações de endereço/cor                                                               |  |
| Modos de endereçamento de textura | 40                                                                | virtualmente ilimitado                                                                     |  |

## Desempenho
A maior decepção do Radeon 8500 foram os primeiros lançamentos de drivers. No lançamento, o desempenho da placa ficou abaixo do esperado e ela apresentava inúmeras falhas de software que causavam problemas nos jogos. O suporte anti-aliasing do chip funcionava apenas no Direct3D e era muito lento. Para diminuir a empolgação com o 8500, o concorrente nVidia lançou seu pacote de driver Detonator4 no mesmo dia em que a maioria dos sites da web exibiu o Radeon 8500. Os drivers da nVidia eram de melhor qualidade e também aumentaram ainda mais o desempenho do GeForce 3.
Vários sites de análise de hardware descobriram que o desempenho da Radeon 8500 em alguns testes de jogos reais era inferior aos benchmarks refletidos. Por exemplo, a ATI estava detectando o executável "Quake3.exe" e forçando a qualidade da filtragem de textura muito abaixo do normalmente produzido pela placa. O HardOCP foi o primeiro site de revisão de hardware a trazer o problema para a comunidade e provou sua existência renomeando todas as instâncias de "Quake" no executável para "Quack". O resultado foi uma qualidade de imagem melhorada, mas um desempenho inferior.
No entanto, mesmo com os drivers Detonator4, a Radeon 8500 foi capaz de superar a GeForce 3 (contra o qual o 8500 pretendia competir) e, em algumas circunstâncias, sua revisão mais rápida, o Ti500, o derivado de maior frequência que a Nvidia lançou em resposta ao projeto R200. Mais tarde, as atualizações de driver ajudaram a diminuir ainda mais a diferença de desempenho entre o 8500 e o Ti500, enquanto o 8500 também era significativamente mais barato e oferecia recursos multimídia adicionais, como suporte para monitor duplo. Embora a GeForce 3 Ti200 tenha se tornado a primeira placa DirectX 8.0 a oferecer 128 MiB de memória de vídeo, em vez da norma comum de 64 MiB para placas de última geração da época, as limitações da GeForce 3 a impediram de tirar o máximo proveito disso, enquanto a Radeon 8500 foi capaz de explorar esse potencial com mais sucesso.
No início de 2002, para competir com as GeForce 3 Ti200 e GeForce 4 MX 460 mais baratas, a ATI lançou a 8500LE (conhecida como 9100 na Europa) de velocidade mais lenta, que se tornou popular entre os OEMs e entusiastas devido ao seu preço mais baixo e capacidade de overclock para níveis de 8500. Embora a GeForce 4 Ti 4600 tenha levado a coroa de desempenho, era uma solução de primeira linha que custava quase o dobro da Radeon 8500 (MSRP de US$ 350–399 versus US$ 199), portanto não oferecia concorrência direta. Com o lançamento atrasado do potencialmente competitivo GeForce 4 Ti 4200, mais a iniciativa da ATI em lançar versões de 128 MiB do 8500/LE manteve a linha R200 popular entre o nicho de mercado de desempenho médio-alto.

## Implementações

### Radeon 8500/8500LE
A primeira placa baseada em R200 da ATI foi a Radeon 8500, lançada em 14 de agosto de 2001. No final de outubro de 2001, a ATI lançou a Radeon 8500LE (relançada posteriormente como Radeon 9100 na Europa), um chip idêntico com velocidade de clock mais baixa e memória mais lenta. Enquanto o 8500 completo tinha clock de 275 MHz de núcleo e 275 MHz de RAM, o 8500LE tinha clock de 250 MHz para o núcleo e 200 ou 250 MHz para a RAM. Ambas as placas de vídeo foram lançadas pela primeira vez em configurações de 64 MB DDR SDRAM; as placas Radeon 8500 posteriores de 128 MB receberam um pequeno aumento de desempenho resultante de um modo de intercalação de memória.
Em novembro de 2001 foi lançado o All-In-Wonder Radeon 8500 DV, com 64 MB e uma velocidade de clock menor como o 8500LE. Em 2002, três placas de 128 MB foram lançadas, a Radeon 8500, 8500LE e a All-In-Wonder Radeon 8500 128 MB, que funcionava com velocidade total de 8500, mas tinha menos recursos relacionados a vídeo do que o AIW 8500 DV. A ATI alegou que a velocidade de clock mais baixa para o 8500DV era devido à interface FireWire.

### Radeon 8500XT (cancelada)
Um chip atualizado, o Radeon 8500XT (R250) foi planejado para ser lançado em meados de 2002, para competir com a linha GeForce 4 Ti, particularmente o top de linha Ti 4600 (que era vendido por um preço sugerido de $ 350–399 USD). As informações de pré-lançamento divulgavam um núcleo de 300 MHz e uma velocidade de clock de RAM para o chip "R250".
Uma Radeon 8500 rodando a velocidades de clock de 300 MHz dificilmente derrotaria a GeForce 4 Ti4600, muito menos uma placa mais recente da NVIDIA. Na melhor das hipóteses, poderia ter sido uma solução intermediária com melhor desempenho do que a Radeon 9000 de baixa complexidade (RV250, veja abaixo), mas também teria custado mais para produzir e seria pouco adequada para as funções duplas de laptop/desktop do Radeon 9000 devido ao tamanho da matriz e ao consumo de energia. Notavelmente, os overclockers descobriram que Radeon 8500 e Radeon 9000 não podiam fazer overclock de forma confiável para 300 MHz sem voltagem adicional, então, sem dúvida, o R250 teria problemas semelhantes devido à sua maior complexidade e tecnologia de fabricação equivalente, e isso teria resultado em baixo rendimento de chip e, portanto, custos mais altos.
A ATI, talvez ciente do que aconteceu com a 3dfx quando tirou o foco de seu processador "Rampage", abandonou a atualização do R250 em favor de finalizar sua placa DirectX 9.0 de próxima geração, lançada como Radeon 9700. Isso provou ser uma jogada inteligente, pois permitiu à ATI assumir a liderança no desenvolvimento pela primeira vez, em vez de ficar atrás da NVIDIA. O novo carro-chefe Radeon 9700, com sua arquitetura de última geração, oferecendo recursos e desempenho sem precedentes, teria sido superior a qualquer atualização do R250 e facilmente conquistou a coroa de desempenho do Ti4600.

## Drivers

### Sistemas operacionais relacionados ao Unix
Os drivers de código aberto do X.org/Mesa suportam quase todos os recursos fornecidos pelo hardware R200. Eles são fornecidos por padrão na maioria dos BSDs e sistemas Linux. Os drivers ATI Catalyst mais recentes não oferecem suporte para nenhum produto de arquitetura R500 ou mais antigo.

### Drivers Windows
Esta série de placas gráficas Radeon é suportada pela AMD nos sistemas operacionais Microsoft Windows, incluindo Windows XP (exceto x64), Windows 2000, Windows Me, e Windows 98. Outros sistemas operacionais podem ter suporte na forma de um driver genérico que carece de suporte completo para o hardware. O desenvolvimento de drivers para a linha R200 terminou com os drivers Catalyst 6.11 para Windows XP.

### Mac OS e Mac OS X
A Apple nunca enviou uma placa gráfica da série Radeon 8000 com nenhum Power Mac, seja padrão ou BTO, preferindo saltar diretamente da série Radeon 7000 (que estava disponível apenas como uma opção BTO no Power Mac G4 "Digital Audio") para o Radeon 9000 (como a placa gráfica padrão na maioria dos modelos Power Mac G4 "Mirrored Drive Doors"). Em vez disso, várias placas Nvidia preencheram a lacuna. No entanto, a própria ATI lançou um 8500 Mac Edition de varejo, compatível com Mac OS 9.2.2 e Mac OS X e voltado para jogadores de Mac, mas apesar do nome, a placa era na verdade baseada no 8500LE com um clock de 250 MHz e 64 MB de memória.

### MorphOS
A série R200 de placas gráficas Radeon é suportada pelo MorphOS.